# UFC Fight Night: Rodríguez vs. Penn
UFC Fight Night: Rodríguez vs. Penn,  também conhecido como UFC Fight Night 103 ou UFC Phoenix, foi um evento de artes marciais mistas promovido pelo Ultimate Fighting Championship ocorrido em 15 de janeiro de 2017, no Talking Stick Resort Arena, em Phoenix, Arizona.

## Background
Este foi o segundo evento que a organização recebeu em Phoenix.
A luta no peso-pena entre o vencedor do TUF América Latina, também no peso-pena, Yair Rodríguez, e o ex-Campeão Peso-Leve do UFC e ex-Campeão Peso-Meio-Médio do UFC, B.J. Penn, será o combate principal do evento.

### Mudanças
Erik Koch era esperado para enfrentar Tony Martin no evento. No entanto, Koch foi retirado da luta em 12 de dezembro, devido à lesão, sendo substituído por Alex White.
Damian Grabowski era esperado para enfrentar Viktor Pešta no evento. No entanto, Grabowski foi removido da luta em 21 de dezembro, por razões não divulgadas, sendo substituído por Oleksiy Oliynyk.
Em 29 de dezembro, duas lutas sofreram alterações: Jussier Formiga saiu da luta contra Sergio Pettis e, Jordan Rinaldi da luta contra Devin Powell; sendo substituídos respectivamente por: ex-desafiante ao Cinturão Peso Mosca do UFC, John Moraga, e por recém-chegado na organização, Drakkar Klose.
Bryan Caraway era esperado para enfrentar Jimmie Rivera no evento. No entanto, Caraway foi retirado da luta em 4 de janeiro, devido lesão não revelada, sendo substituído por Marlon Vera. Assim, Rivera retirou-se do confronto, inconformado com a troca de um oponente top 5 para enfrentar um não-ranqueado, pois alegou que não faria sentido naquele momento.

## Bônus da Noite
- Luta da Noite:  Augusto Mendes vs.  Frankie Saenz
- Performance da Noite:  Yair Rodríguez e  Oleksiy Oliynyk